# جاي ماكجرو
جاي ماكجرو (بالإنجليزية: Jay McGraw)‏ هو لاعب تايكوندو وكاتب وطيار ومخرج أمريكي، ولد في 12 سبتمبر 1979 في مقاطعة ويتشيتا في الولايات المتحدة.

## وصلات خارجية
- جاي ماكجرو على موقع IMDb (الإنجليزية)
- جاي ماكجرو على موقع قاعدة بيانات الفيلم (الإنجليزية)